# Heisenbug
Heisenbug – rodzaj błędu programu komputerowego, który wymyka się próbom wyizolowania warunków jego występowania, na przykład nie występuje lub daje inne rezultaty w trakcie próby powtórzenia go w tych samych warunkach. Nazwa jest nawiązaniem do zasady nieoznaczoności Heisenberga.